# Richard von Berendt
Richard von Berendt (Nysa, 14 gennaio 1865 – Joachimsthal, 25 agosto 1953) è stato un generale tedesco.

## Biografia
Richard von Berendt entrò nell'esercito tedesco nel 1884 (e più precisamente nei corpi di artiglieria a piedi). Dopo la frequentazione delle scuole di perfezionamento militare il 25 marzo 1893 venne promosso Secondo Luogotenente e nell'autunno di quello stesso anno venne spostato al 14º reggimento di artiglieria a piedi "Baden", iniziando così la sua frequentazione delle commissioni d'esercito dell'Impero Tedesco per le quali lavorerà per gran parte della sua carriera militare. Dal 1º aprile 1895 passò al 5º reggimento di artiglieria a piedi "Niederschlesia". Il 18 novembre 1897 venne promosso Capitano e dal 1903 passò per un periodo di 3 anni alla collaborazione col ministero della guerra.
Nel 1904 venne promosso Maggiore e dal 1906 venne assegnato al comando del 9º reggimento di artiglieria a piedi, passando poi al 7° quando nel 1911 venne promosso Luogotenente Colonnello. Divenuto Colonnello nel 1913, con l'inizio della prima guerra mondiale divenne ufficiale del sistema sanitario operando in diversi quartieri generali. Per le sue azioni militari di rilievo, il 14 gennaio 1917 ottenne la decorazione tedesca Pour le mérite ed il 27 gennaio di quello stesso anno venne promosso Maggiore Generale, passando nell'artiglieria del gruppo d'armata del principe ereditario tedesco.
Partecipò anche ad una missione di supporto nell'Impero ottomano, alleato della Germania durante la Grande Guerra. In Turchia fu insignito, per il suo aiuto alle truppe ottomane, di numerose onorificenze, la più famosa fu la Stella di Gallipoli o Mezzaluna di Ferro, consegnatali dal sultano Mehmet V in persona.
Nell'estate del 1918 prese il comando della 29ª divisione di fanteria guadagnandosi molti riconoscimenti durante il conflitto e venendogli assegnato il ruolo di ispettore di artiglieria. Promosso Luogotenente Generale il 16 giugno 1920, l'anno successivo venne nominato comandante della 3ª divisione per poi essere promosso Generale d'Artiglieria. Il 1º gennaio 1923 venne nominato comandante in capo della zona 1 di Berlino, ma si ritirò dal servizio attivo il 31 dicembre 1924.